# Диуретик
Диуретиците (на гръцки: διούρησις, diourētikos, от diourein – пикая) са лекарствени средства водещи до стимулирано производство на урина, а оттам първична екскреция на електролити и вторично на вода. Използват се при задръжка на течности.
Химически, диуретиците са разнообразна група химически съединения, които стимулират или възпират производството на различни хормони, които по естествен начин регулират отделянето на урина от бъбреците. Най-общо, работят, като повишават отделянето основно на соли, основно на вода, или и двете. Отделянето на соли от организма само по себе си води до отделяне и на вода.
В медицината диуретици се ползват за лечение на сърдечна недостатъчност, цироза на черния дроб, хипертензия (повишено кръвно налягане) и някои бъбречни заболявания. Антихипертензивното действие на някои диуретици (в частност, тиазиди и бримкови диуретици) се проявява независимо от техния диуретичен ефект. Това ще рече, че свалянето на кръвното налягане не се дължи на намаления обем на кръвта в резултат на повишеното изхвърляне на телесни течности чрез урината, а се появява вследствие други механизми, дори при по-ниски дози от тези необходими за диуреза. Някои диуретици като ацетазоламид правят урината по-алкална и спомагат за отделянето на някои вещества в случаи на свръхдози и отравяния. С диуретици често се злоупотребява от хора с нарушения в храненето и теглото, в опит да свалят килограми чрез загуба на телесни течности.

## Видове Диуретици
Съществуват няколко категории диуретици:
- Бримкови диуретици. Имат силен, бързо настъпващ и относително краткотраен диуретичен ефект. Действат на нивото на възходящата част на бримката на Хенле, като инхибират Na-K-2Cl-котранспортния механизъм, пречейки на способността на тялото да реабсорбира натрия, което води до отделяне на повече вода с урината. Влияят и на реабсорбцията на калия, калция и магнезия. Силата на диуретичния им ефект се изразява в екскрецията на 25 – 30% от филтрираните натриеви йони при нормални нива от 0,4%. Действието им се проявява до 20 минути и може да трае до час-час и половина.
- Тиазидни диуретици. Действат на нивото на дисталните бъбречни тубули, като блокират реабсорбцията на натрия и хлора, а оттам – и на водата, стимулирайки диурезата. Имат по-слаб и по-бавен диуретичен ефект – изхвърлят се 5 – 10% от филтрираните натриеви йони до 1 час след приема. Продължителността на действието им е по-голямо: от 6 до 48 часа в зависимост от конкретния тиазид.
- Калий-съхранявящи диуретици. Спомагат за отделяне от организма на натрия, но не и на калия, което е нежелан страничен ефект на бримковите и тиазидните диуретици. Затова този вид диуретици често се комбинират се с първите два вида с цел превенция на предизвиканата от тях хипокалемия. Основен представител е спиронолактонът, който действа върху надбъбречните жлези, като инхибира секрецията на хормона алдостерон, задържащ натрия в организма. В резултат отделянето на натрий се засилва и се постига слаб диуретичен ефект (2 – 4% екскреция на натриевите йони) с продължителност 5 – 6 дни.
- Осмотични диуретици. Повишават отделянето както на вода, така и на електролити. Осмотичният диуретик манитол се прилага венозно, най-често при лечение на мозъчни отоци. Преди очни хирургии се приема вътрешно глицерин за снижаване на вътреочното кръвно налягане.